# Russey Keo
Russey Keo es uno de los doce distritos que forman la provincia camboyana de Nom Pen, con una población estimada en marzo de 2008 de 175 295 habitantes. Está dividido en las siguientes  comunas (khum), que se muestran asimismo con población estimada de 2008:
- Chrang Chamreh Muoy 9,948
- Chrang Chamreh Pir 14,282
- Chrouy Changva 19,512
- Kiloumaetr Lekh Prammuoy 17,266
- Preaek Lieb 14,814
- Preaek Ta Sek 5,499
- Ruessei Kaev 24,960
- Svay Pak 16,446
- Tuol Sangkae 52,568[1]